# 제2차 세계 대전 기간 영국의 민간인 피란

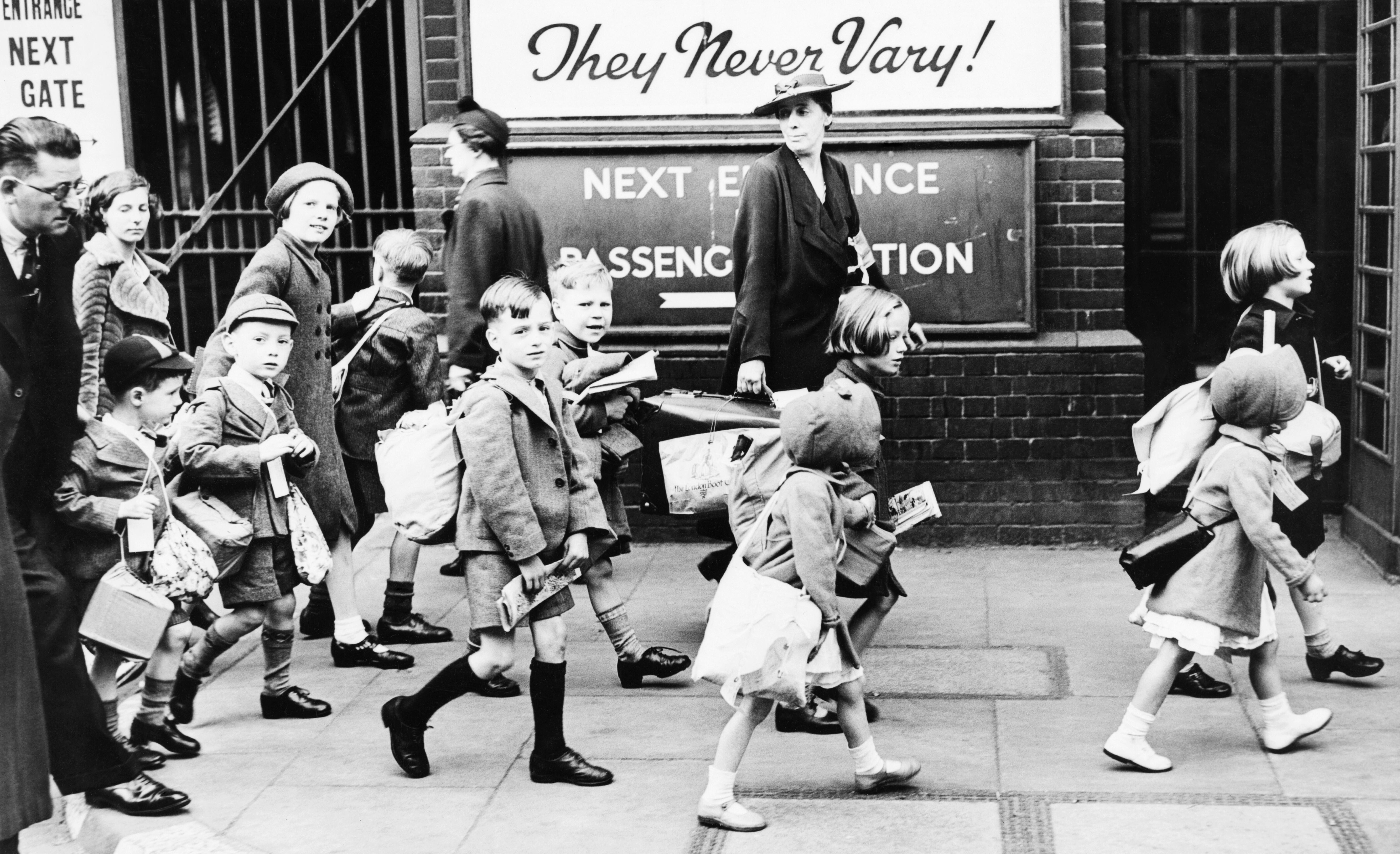
1940년 웨스트컨트리 지역으로 피란가는 기차를 타려는 런던 아이들

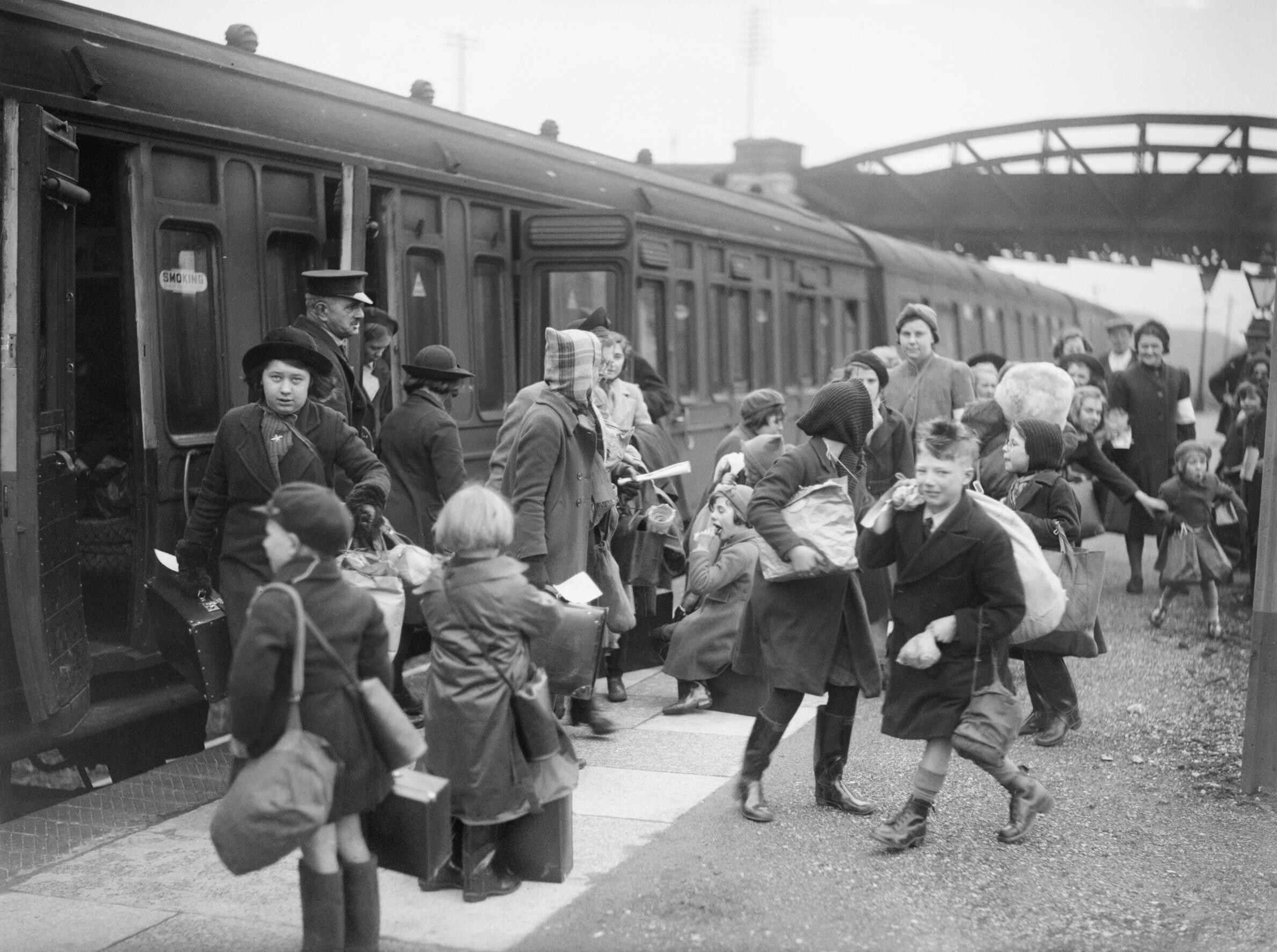
1940년 브리스틀에서 출발하여 데번주에 도착한 아동

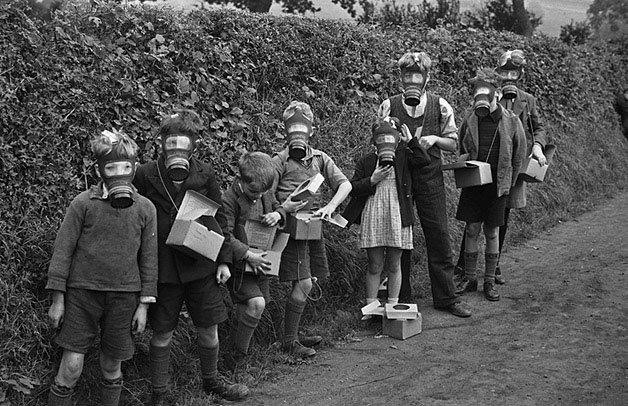
1939년 웨일스 몽고메리셔의 피란민

제2차 세계 대전 동안 영국에서는 민간인들을 피란시키는 피리 부는 사나이 작전(Operation Pied Piper)이 1939년 9월 1일 시작하여 공식적으로 150만 명을 이동시켰다. 바다사자 작전이 예상되던 1940년 6월과 영국 대공습이 시작한 1940년 9월 남부와 동부 해안으로부터 공식적인 피란과 재피란이 급증했다.

## 배경
정부 대피 계획은 1938년 앤더슨 위원회에 의해 고안됐고 보건부에 의해 시행됐다.

## 피란
거의 375만 명이 재배치됐고 영국 전체 인구 중 약 1/3이 간접적인 영향을 받았다. 공식적인 피란이 시작되고 첫 사흘 간 150만 명이 피란을 갔는데 학령기 아동 82만 7천 명, 5세가 안 된 영유아와 그들의 어머니 52만 4천 명, 임산부 1만 3천 명, 장애인 7천 명, 교사 10만 3천 명 및 기타 '조력자'들을 포함한다. 아이들을 부모로부터 분리됐다.
사람들만 피란을 간 것은 아니었다. 기관과 단체들도 도시로부터 피란을 갔다. 예술품들도 피란을 갔다. 내셔널 갤러리 소장품들은 전시 기간 동안 웨일스 귀네드 페스티뇨그(Ffestiniog)에 보관됐다. 잉글랜드 은행은 햄프셔주 오버턴(Overton)으로 피란을 갔고 1939년부터 이듬해까지 금 2,154톤을 오타와에 있는 캐나다 은행 금고로 옮겼다. BBC는 프로덕션을 브리스틀과 베드퍼드로 옮겼고 고위 임원들은 우스터셔주 이비셤(Evesham) 인근으로 피란을 갔다. 중앙우체국 고위 관리들은 노스요크셔주 해러깃으로 피란을 갔다. 몇몇 사기업들의 본사 혹은 가장 중요한 기록물들은 주요 도시들로부터 상대적으로 안전한 곳으로 이동되었다.

### 대피소
1939년 정부는 수용소법을 통해 국립 수용소 조합을 설치하여 저연령층을 위한 거주 수용소를 설계하고 세우도록 했는데 건축가 토머스 테이트(Thomas S. Tait) 등이 참가했다.
이러한 수용소들은 전후 대부분 잊혔다. 그러한 시설들 중 가장 잘 보존된 곳은 서리주 유허스트(Ewhurst)에 남은 세이어스 코르프트(Sayers Croft)로 해당 시설의 주방과 식당이 테이트 작품으로서의 중요성, 그리고 수많은 피란민들의 삶을 묘사하는 벽화 때문에 영국의 등록문화재로 지정됐다.

### 해외로의 피란
아동 해외 수용국(Children's Overseas Reception Board)은 아동 2만 4천명의 해외 피란을 승인했고 1940년 3월부터 9월까지 캐나다로 1,532명(주로 노바스코샤주 핼리팩스 21번 부두로), 호주로 577명, 남아프리카 연방으로 353명, 뉴질랜드로 202명이 피란을 갔으나 1940년 9월 17일 비네어(Benares)함이 어뢰 공격을 받아 승선했었던 아동 90명 중 77명이 사망한 후 해외 피란 계획은 취소됐다. 어린이 약 1만 4천 명이 민간 차원에서 해외의 친척이나 양육 가정으로 피란되었는데 이 중 캐나다로 간 아동은 6천 명, 미국으로 간 아동은 5천 명이다.

## 다른 형태의 피란
프랑스 공방전 이후 피란을 위한 두 번째 노력이 시작했다. 1940년 6월 13일부터 6월 18일까지 아동 약 10만 명이 피란을 갔다(이 중 많은 경우는 재피란이다). 노약자들을 남부와 동부의 해안 지역에서 피란시키려는 노력이 이뤄졌다. 7월까지 아동 20만 명 이상이 피란을 갔다. 켄트주나 이스트앵글리아의 몇몇 지역에서는 인구의 40% 이상이 피란을 가기도 했다. 또한 유럽 대륙으로부터 3만 명이 도착했고 6얼 20일부터 6월 24일까지 채널 제도에서 2만 5천 명이 도착했다.
건지섬에서 학령기 아동들과 교사들이 잉글랜드 북부에 도착했을 때 몇몇은 빈 건물에서 학교 교육을 이어나갈 수 있게 됐다. 그레이터맨체스터주 스톡포트 도시 자치구 치들 흄(Cheadle Hulme)에 있는 교회에 건지스 포레스트 스쿨이 재건되어 1945년 8월까지 운영됐다. 전후에 건지섬으로 돌아간 주민들은 더 이상 건지어를 사용하지 않게 됐다.